# Stahlhaus (Dessau)

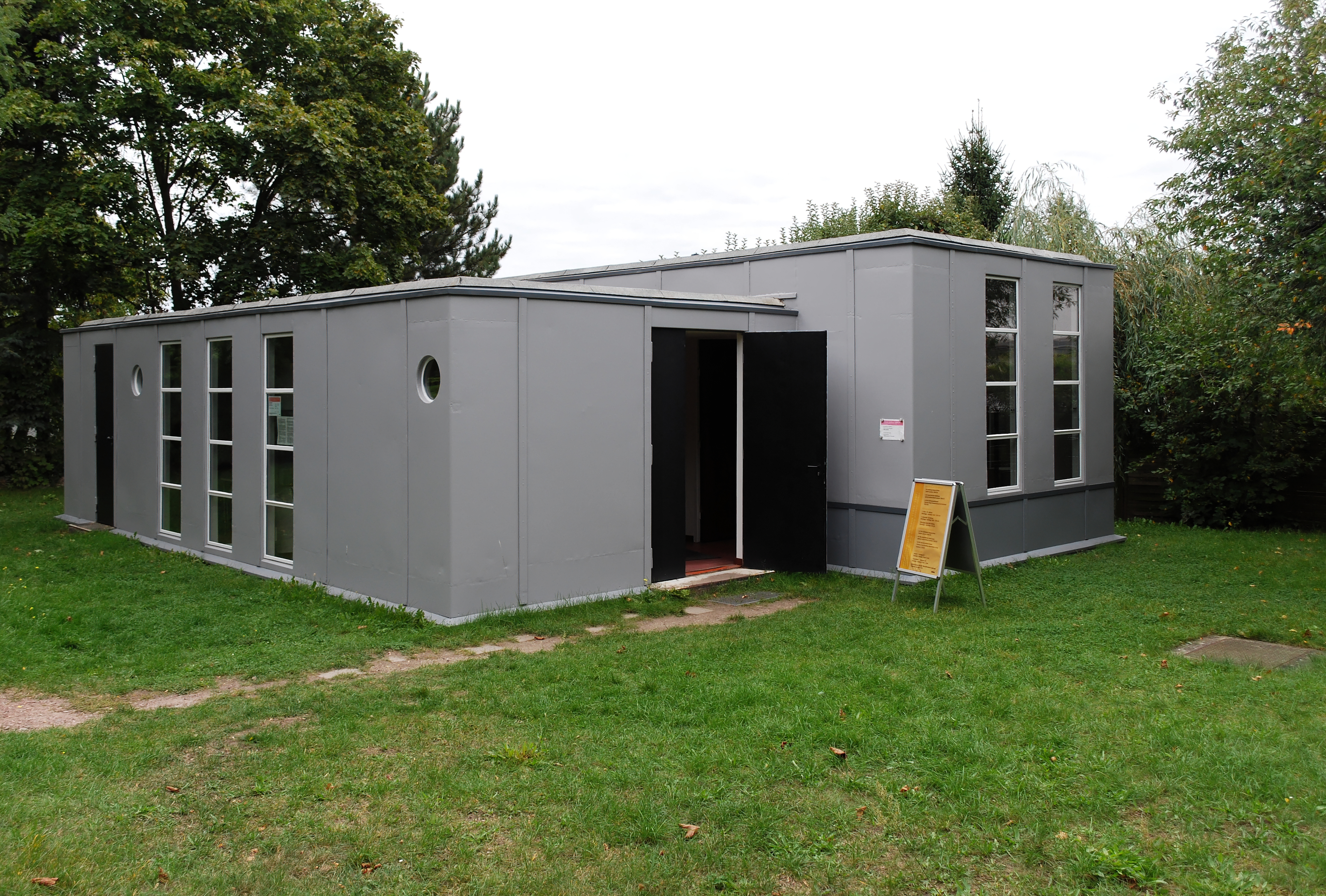
Stahlhaus

Das Stahlhaus ist ein experimenteller Bauhaus-Bau. Er befindet sich in Dessau-Roßlau in der Bauhaus-Siedlung Dessau-Törten in der Südstraße 5.
Das Stahlhaus wurde in den Jahren 1926/1927 errichtet und im Frühjahr 1927 fertiggestellt. Es war ein Gemeinschaftswerk von Richard Paulick und dem Bauhaus-Meister Georg Muche.
Die beiden Erbauer wollten die Rationalisierungsbestrebungen von Walter Gropius (Vorfertigung von Betonteilen) fortsetzen, indem sie vorgefertigte Stahlplatten im Trockenmontageverfahren benutzten.

## Architektur
Das Gebäude mit fast 90 m² Wohnfläche steht auf einer Betonbodenplatte und besteht aus einer Stahlskelettkonstruktion. Diese Konstruktion wurde mit 3 mm starkem Stahlblech beplankt. Dazu wurde mit der Tresorbaufirma Carl Kästner AG zusammengearbeitet. Das Stahlblech ist auf der Innenseite mit Schlackesteinen ausgemauert, mit Torfoleum gedämmt und verputzt. Es besteht aus zwei unterschiedlich großen zusammengeschobenen Quadern, so dass sich unterschiedliche Raumhöhen ergeben: Die Decken des Wohnzimmers und eines Schlafzimmers sind höher als in den niedrigeren Räumen, in denen die Türen und Fenster raumhoch ausgeführt sind. Zunächsten sollten verschiebbare Innenwände eingebaut werden, auf die aus Kostengründen schließlich verzichtet wurde. Die Farbgebung ist Grau, Weiß und Schwarz.

## Geschichte
Das Stahlhaus wurde, von der Stadt Dessau beauftragt, bis Anfang 1927 gebaut. Muche und Paulick waren bei der Planung zu dem experimentellen Bau beeinflusst durch das Werk "Das Haus als Membran" von Siegfried Ebeling, der zu der Zeit bei Junkers in der Hausbauforschung tätig war.
Als Hannes Meyer Direktor des Bauhauses war, gab es Pläne für weitere Stahlhäuser in Dessau-Törten, die aber nie verwirklicht wurden.
1976, zum 50-jährigen Jubiläum des Dessauer Bauhauses, wurde das Stahlhaus das erste Mal denkmalgerecht restauriert.
Bis in die 1980er-Jahre war das Haus bewohnt, 1993 wurde es ein zweites Mal restauriert und schließlich von 2021 bis 2025 grundlegend saniert. Es gehört zur Stiftung Bauhaus Dessau.